# Cabanillas (Navarra)
Cabanillas ist eine Gemeinde (Municipio) in Navarra, Spanien, mit 1.376 Einwohnern (Stand: 2024), die mehrheitlich spanischsprachig sind.

## Geografische Lage
Cabanillas liegt im Süden der Region Navarra im Ebro-Tal auf einer Höhe von ca. 260 m. Die Ortschaft liegt etwa 85 Kilometer südsüdöstlich von Pamplona und etwa 75 Kilometer nordwestlich von Saragossa.

## Sehenswürdigkeiten
- Kirche Mariä Himmelfahrt (Iglesia de Santa María de la Asunción)
- Johanniskirche (Iglesia de San Juan)

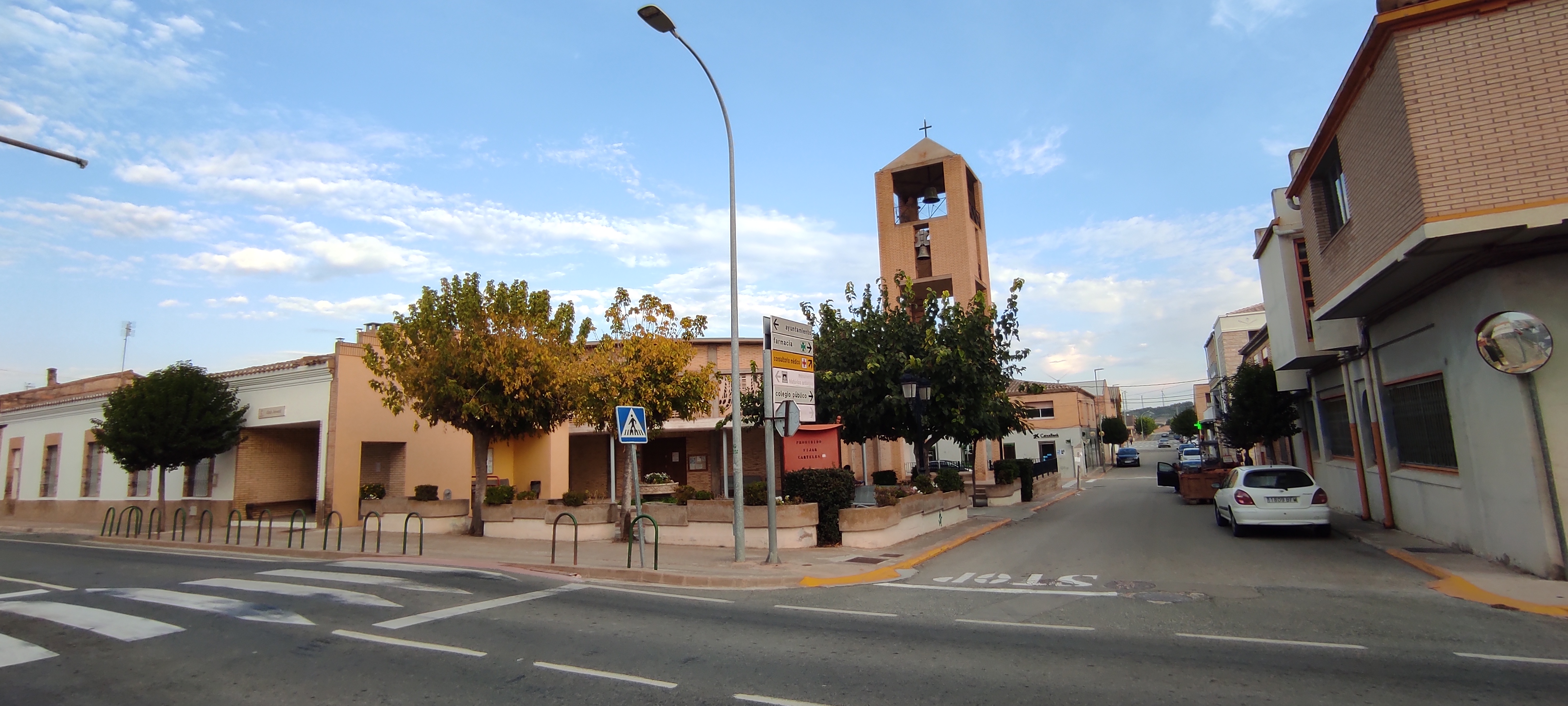
Kirche Mariä Himmelfahrt
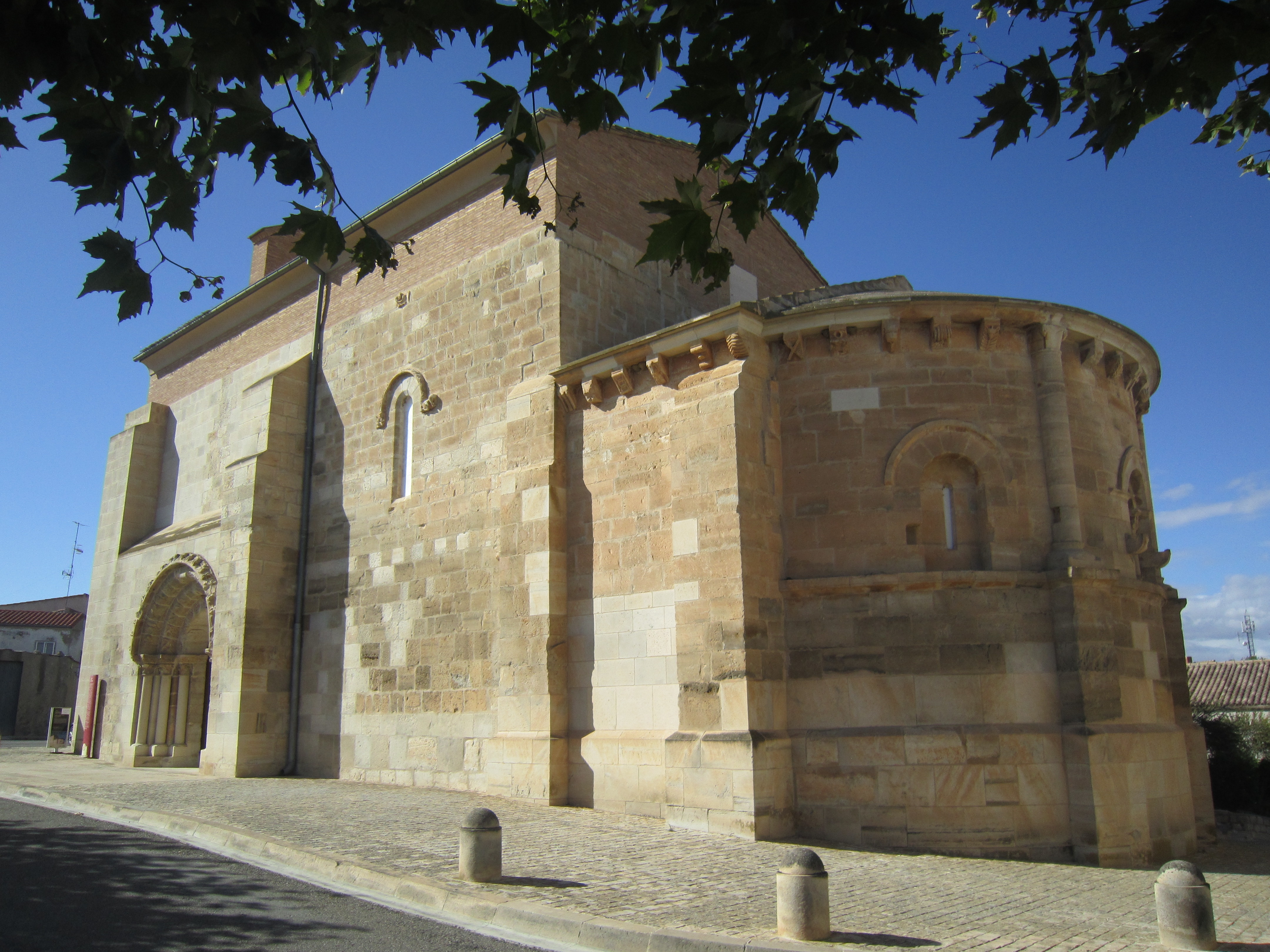
Johanniskirche